# Enya
Enya, właśc. Eithne Patricia Ní Bhraonáin (wym. /'ɛnʲə ni: vri:əna:nʲ/), w języku angielskim Enya Patricia Brennan (ur. 17 maja 1961 w Gaoth Dobhair) – irlandzka instrumentalistka, kompozytorka i wokalistka. Urodzona i wychowana w rodzinie muzyków, zamieszkałej w irlandzkojęzycznym regionie Gweedore w hrabstwie Donegal na północy Irlandii, Enya rozpoczęła karierę muzyczną w 1980 roku, kiedy to dołączyła do rodzinnego zespołu Clannad, gdzie grała partie klawiszowe. Po nagraniu dwóch albumów, opuściła zespół w 1982 roku za namową swego menadżera i producenta Nicky’ego Ryana, aby kontynuować karierę solową. Od tego momentu Enya rozwijała swój muzyczny styl, oparty na własnych kompozycjach, łączących tradycje muzyczne (wywodzące się z celtyckiej muzyki ludowej, muzyki kościelnej i muzyki klasycznej) z rozwiniętą przez Ryana techniką dźwiękową wielokrotnego nakładania głosu (layering), zainspirowaną efektem Ściany Dźwięku, wymyślonym przez amerykańskiego producenta Phila Spectora. Za oprawę tekstową jej utworów odpowiada irlandzka poetka i tekściarka Roma Ryan, żona Nicky’ego Ryana, która napisała teksty na wszystkie dotychczasowe albumy Enyi, głównie po angielsku i irlandzku, nieraz sięgając do języków rzadszych lub nieistniejących. Dotychczas Enya śpiewała w dziesięciu językach.
Z powodu wyłącznej współpracy z małżeństwem Ryanów od początku solowej kariery, wokalistka podkreśla w wywiadach, że Enya to tak naprawdę trio: Enya Brennan (kompozycje i wykonanie), Nicky Ryan (dźwięk i produkcja) i Roma Ryan (teksty).
Pierwsze projekty Enyi jako solistki obejmowały muzykę do ścieżki dźwiękowej do filmu The Frog Prince (1984) i serialu dokumentalnego produkcji BBC The Celts z 1987 roku. Materiał z tego drugiego projektu został wydany jako jej debiutancki album, zatytułowany Enya (1987). W tym samym roku Enya podpisała kontrakt z Warner Music UK, który zapewnił jej artystyczną swobodę i minimalną ingerencję ze strony wytwórni. Enya zyskała światową sławę po wydaniu drugiego albumu solowego Watermark (1988), za sprawą międzynarodowego hitu Orinoco Flow. Następnie pojawiły się sprzedające się w milionach sztuk albumy Shepherd Moons (1991), The Memory of Trees (1995) i A Day Without Rain (2000). Sprzedaż pochodzącego z tego ostatniego albumu singla Only Time gwałtownie wzrosła w Stanach Zjednoczonych po jego wykorzystaniu przez media jako tła do reportaży o zamachu na World Trade Center. Po Amarantine (2005) i And Winter Came (2008) Enya zrobiła dłuższą przerwę od muzyki. Po powrocie do studia w 2012 roku, wydała trzy lata później Dark Sky Island (2015).
Enya znana jest w świecie muzyki z pilnie strzeżonej prywatności, nigdy też nie odbyła solowej trasy koncertowej. Jest najlepiej sprzedającą się solową artystką Irlandii i najlepiej sprzedającą się irlandzką artystką, zaraz po U2. Sprzedała 26,5 miliona albumów w Stanach Zjednoczonych i ponad 80 milionów płyt na całym świecie, co czyni ją jednym z najlepiej sprzedających się i najbogatszych artystów na świecie. A Day Without Rain (2000) pozostaje najlepiej sprzedającym się albumem New Age, z szacowaną liczbą 16 milionów sprzedanych egzemplarzy na całym świecie. Enya zdobyła wiele nagród, w tym siedem World Music Awards oraz cztery nagrody amerykańskiego przemysłu fonograficznego Grammy za najlepszy album New Age. Była nominowana do Oscara i Złotego Globu za utwór May It Be, napisany do filmu Władca Pierścieni: Drużyna Pierścienia (2001). W 2017 roku dwa irlandzkie uniwersytety (National University of Ireland i University of Ulster), w uznaniu zasług i wkładu w rozwój przemysłu muzycznego, nadały jej tytuł doktor honoris causa.

## Dzieciństwo i edukacja
Eithne Pádraigín Ní Bhraonáin urodziła się 17 maja 1961 r. w Dore, na terenie parafii Gaoth Dobhair, w północno-zachodnim hrabstwie Donegal w Irlandii. Jest to region Gaeltacht, w którym irlandzki jest językiem podstawowym. Jej imię anglicyzowane jest jako Enya Patricia Brennan, gdzie Enya jest fonetyczną pisownią tego, jak Eithne jest wymawiana w jej rodzimym dialekcie irlandzkim Ulster. „Ní Bhraonáin” oznacza „córka Brennan”.

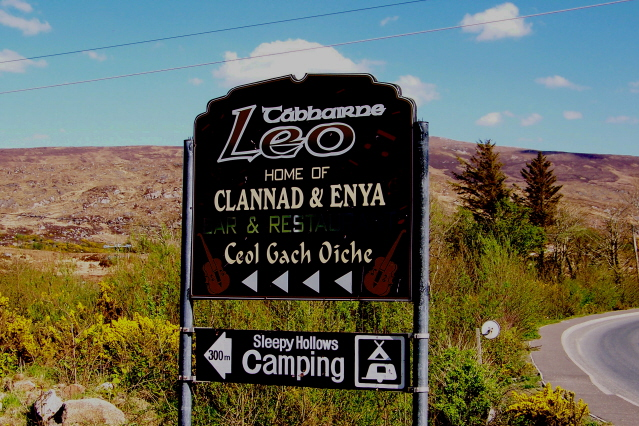
Znak przed restauracją Leo's Tavern

Urodzona w rzymskokatolickiej rodzinie o tradycjach muzycznych jako czwarta z dziewięciorga dzieci. Wokalistka posiada 4 braci i 4 siostry. Jej ojciec Leo Brennan był liderem irlandzkiego showbandu Slieve Foy Band i prowadził restaurację Leo's Tavern w Meenaleck. Matka wokalistki Máire Brennan (z domu Duggan), której przodkowie osiedlili się na Wyspie Tory i mieli odległe hiszpańskie korzenie, była muzykiem amatorem. Grała w zespole swojego męża i uczyła w Gweedore Community School. Dziadek Enyi ze strony matki, Aodh, był dyrektorem szkoły podstawowej w Dore, a jej babcia była tam nauczycielką. Aodh był także założycielem firmy Gweedore Theatre. Enya określiła swoje wychowanie jako „bardzo ciche i szczęśliwe”. W wieku trzech lat wzięła udział w swoim pierwszym konkursie śpiewu na corocznym festiwalu muzycznym Feis Ceoil. Brała udział w pantomimach w Teatrze Gweedore i śpiewała z rodzeństwem w chórze matki w kościele św. Marii w Derrybeg. Nauczyła się języka angielskiego w szkole podstawowej i rozpoczęła lekcje gry na fortepianie w wieku czterech lat. W wieku jedenastu lat dziadek Enyi zapłacił za edukacjęw szkole z internatem w klasztorze w Milfordprowadzonym przez zakonnice zakonu Loreto, gdzie zapoznała się z muzyką klasyczną i sztuką. Enya opuściła szkołę w wieku 17 lat i przez rok studiowała muzykę klasyczną w college’u, aby zostać nauczycielem gry na fortepianie.

## Kariera

### 1976–1985: Clannad i wczesna kariera solowa
W latach siedemdziesiątych kilku członków rodziny Enyi założyło Clannad, celtycki zespół z Nickym Ryanem jako menadżerem i producentem, a jego przyszła żona Roma Ryan pomagała w zarządzaniu trasami koncertowymi. W 1980 r., po roku studiów, Enya zdecydowała się nie studiować muzyki na uniwersytecie, a zamiast tego zaakceptowała zaproszenie Ryana do dołączenia do grupy w celu urozmaicenia ich brzmienia poprzez włączenie instrumentów klawiszowych i pomocniczego wokalu. Koncertowała po całej Europie i zagrała niewymienioną rolę na ich szóstym albumie, Crann Úll (1980), razem ze swoim rodzeństwem Máire, Pólem i Ciarán Brennan i bliźniakami, Noelem i Pádraig Duggan. Enya stała się oficjalnym i uznanym członkiem od czasu wydania kolejnego albumu Fuaim (1981), na którego okładce znajduje się jej zdjęcie wraz z zespołem. Nicky utrzymuje, że nigdy nie miał zamiaru uczynić Enyi stałym członkiem i zdał sobie sprawę, że była „zaciekle niezależna z zamiarem grania własnej muzyki. Po prostu nie była pewna, jak się do tego zabrać”. To wywołało dyskusje między nimi na temat idei wykorzystania głosu Enyi do stworzenia chóru jednoosobowego, koncepcji opartej na technice „ściany dźwięku” Phila Spectora, która zainteresowała ich obu.
W 1982 roku, podczas trasy Clannad po Szwajcarii, Nicky wezwał spotkanie zespołu, ponieważ pojawiło się kilka problemów i poczuli, że należy się nimi zająć. Enya zdecydowała się na karierę solową z Ryanami, co początkowo spowodowało pewne problemy między trojgiem a jej rodziną, ale wolała być niezależna Następnie Nicky zasugerował Enyi, że albo wróci do Gweedore „bez szczególnej przyszłości”, albo zamieszka z nim i Romą w ich domu, a następnie w północnej dzielnicy Artane w Dublinie, „i zobaczy, co się stanie, muzycznie”. Po tym, jak ich bank odmówił im wzięcia pożyczki, Enya sprzedała swój saksofon i udzielała lekcji gry na fortepianie, a Ryanowie wykorzystali to, na co mogli sobie pozwolić ze swoich oszczędności, na budowę studia do nagrywania w ich ogrodzie o nazwie Aigle Studio, nazwanego na cześć francuskiego słowa „aigle”, oznaczającego orła. Wynajmowali ją innym artystom, aby pokryć koszty budowy. W tym czasie Eithne utworzyła partnerstwo muzyczne z Nickym jako producentem, i Romą jako jej autorką tekstów i zostali dyrektorami swojej firmy muzycznej Aigle Music. W ciągu następnych dwóch lat, Enya rozwinęła swoją grę i komponowanie, przez nagrywanie siebie grającej klasyczne utwory na fortepianie i słuchając ich. Powtarzała to, aż zaczęła improwizować sekcje i opracowywać własne aranżacje fortepianowe. Jej pierwszą kompozycją była „An Taibhse Uaighneach”, co po irlandzku oznacza "Samotny Duch". W tym czasie Enya grała na syntezatorze w Ceol Aduaidh (1983) Mairéada Ní Mhaonaigha i Frankiego Kennedy’ego oraz występowała z duetem i bratem Mhaonaigha Gearóide w ich krótkotrwałej grupie Ragairne.
Pierwsze solowe przedsięwzięcie Enyi pojawiło się w 1983 roku, kiedy to nagrała dwa fortepianowe utwory An Ghaoth Ón Ghrian i Miss Clare Remembers w Windmill Lane Studios w Dublinie, które zostały wydane na Touch Travel (1984), kasecie audio z muzyką różnych artystów. Po kilku miesiącach przygotowań, debiutancki solowy występ Enyi odbył się 23 września 1983 r. Na Stadionie Narodowym w Dublinie, który był transmitowany przez telewizyjny program muzyczny RTÉ Festival Folk. Nial Morris, muzyk, który pracował z nią w tym czasie, przypomniał sobie, że „była tak zdenerwowana, że ledwo mogła wejść na scenę i kuliła się za fortepianem, aż koncert się skończył”.
Na sugestię Romy, którzy uważała, że muzyka Enyi będzie pasować do towarzyszących obrazów wizualnych, wykonano taśmę demonstracyjną jej kompozycji z Morris i wysłano do różnych producentów filmowych. Wśród nich był David Puttnam, któremu spodobała się taśma i wybrał Enyę do skomponowania ścieżki dźwiękowej do komedii romantycznej The Frog Prince (1984), którego był producentem. Enya napisała dziewięć utworów do tego filmu, ale odkryła, że jej utwory zostały zmienione i zaaranżowane wbrew jej życzeniom wobec Richarda Myhilla, z wyjątkiem dwóch utworów, które zaśpiewała, „The Frog Prince” i „Dreams”, z tekstami napisanymi przez Charliego McGettigana. Redaktor filmowy Jim Clark stwierdził później, że zmiany były konieczne, ponieważ Enya miała trudności z komponowaniem obrazu. Wydany w 1985 r. przez Island Visual Arts, album jest pierwszym komercyjnym wydawnictwem, które przyznaje jej tytuł „Enya”. Zmiana z Eithne na Enya pochodzi od Nicky’ego Ryana, który uważał, że jej nazwisko będzie zbyt trudne dla osób spoza Irlandii. Aby poprawnie je wymawiano, zasugerował fonetyczną pisownię jej imienia. Enya po latach uznała to jako dobry krok w jej karierze. Następnie zaśpiewała trzy utwory w Ordinary Man (1985) Christy Moore. Mike Oldfield zaprosił Enyę do nagrania harmonii wokalnej w singlu Pictures in the Dark z 1985 r., ale odmówiła.

### 1985–1989:The Celts i Watermark
W 1985 roku producent Tony McAuley zlecił Enyi napisanie piosenki do sześcioczęściowego serialu dokumentalnego BBC2 The Celts. Napisała już piosenkę z motywem celtyckim The March of the Celts i przesłała ją do projektu. Każdy odcinek miał początkowo zawierać innego kompozytora, ale reżyser David Richardson tak bardzo polubił ten utwór, że wybrał Eithne do skomponowania całej ścieżki dźwiękowej. Enya nagrała 72 minuty muzyki w 1986 r. w Aigle Studio i studiach BBC w Wood Lane w Londynie. W przeciwieństwie do The Frog Prince, pracowała z niewielką ingerencją, która dała jej swobodę w ustalaniu brzmienia, które przyjęła w swojej karierze, wykorzystując wielościeżkowe wokale, klawiatury i perkusję z elementami muzyki celtyckiej, klasycznej, kościelnej i ludowej.
W marcu 1987 roku, dwa miesiące przed wyemitowaniem serii w telewizji, 40-minutowy wybór ścieżki dźwiękowej został wydany jako pierwszy solowy album Enyi, zatytułowany Enya, autorstwa BBC Records w Wielkiej Brytanii i Atlantic Records w Stanach Zjednoczonych. Ta ostatnia promowała go z napisem "New Age" na opakowaniu. Nicky później uznał to za „tchórzliwą rzecz do zrobienia”. Album zyskał wystarczająco dużą uwagę publiczną, aby osiągnąć numer 8 na irlandzkiej liście przebojów i numer 69 na brytyjskiej liście albumów. I Want Tomorrow został wydany jako pierwszy singiel Enyi. Boadicea została wykorzystana przez The Fugees w piosence z 1996 roku Ready or Not. Grupa nie zwróciła się o pozwolenie, ani nie wyraziła uznania, co spowodowało, że Enya zagroziła działaniem prawnym. Grupa uznała Eithne i uiściła opłatę w wysokości około 3 mln USD. Później w 1987 roku pojawiła się w debiutanckim albumie Sinéad O’Connor The Lion and the Cobra, recytując Psalm 91 po irlandzku w utworze Never Get Old.
Kilka tygodni po wydaniu debiutanckiego albumu, Enya podpisała kontrakt z Warner Music UK po tym, jak Rob Dickins, przewodniczący wytwórni i fan Clannad, polubił Enyę i "słuchał jej każdego wieczora przed pójściem spać". Przypadkiem spotkał Enyę i Ryanów podczas ceremonii wręczenia nagród Irish Recorded Music Association w Dublinie i dowiedział się, że Enya myśli o podpisaniu z konkurencyjną wytwórnią. Dickins skorzystał z okazji i podpisał kontrakt z Warner Music za cenę 75 000 funtów, przyznając jej możliwość pisania i nagrywania z artystyczną swobodą, minimalną ingerencją wytwórni i bez ustalonych terminów zakończenia albumów. Dickins powiedział: „Czasami podpisujesz akt, aby zarabiać pieniądze, a czasem podpisujesz akt, by tworzyć muzykę. To było wyraźnie to drugie. Chciałem po prostu zaangażować się w tę muzykę”. Enya następnie opuściła Atlantic i podpisała kontrakt z Geffen Records, aby obsłużyć jej amerykańską dystrybucję.
Dzięki zielonemu światłu do produkcji nowego albumu, Enya nagrywała Watermark od czerwca 1987 r. do kwietnia 1988 r.. Początkowo nagrano ją w Aigle Studio w wersji analogowej, zanim Dickins poprosił o ponowne nagranie jej cyfrowo w Orinoco Studios w Bermondsey w Londynie. Watermark został wydany we wrześniu 1988 r. i stał się niespodziewanym hitem, osiągając 5. miejsce w Wielkiej Brytanii i numer 25 na Billboard 200 w Stanach Zjednoczonych po jego wydaniu w styczniu 1989 r. Główny singiel Orinoco Flow był ostatnim utworem napisanym na ten album. Początkowo nie był to singiel, ale Enya i Ryans wybrali go po tym, jak Dickins kilkakrotnie poprosił o singiel jako żart, wiedząc, że muzyka Enyi nie nadaje się na Top 40. Dickins i Ross Cullum są wymienieni w tekstach piosenek. Orinoco Flow stał się międzynarodowym hitem w pierwszej dziesiątce i przez trzy tygodnie był numerem jeden w Wielkiej Brytanii pierwszym z wytwórni Warner, który osiągnął pierwsze miejsce w ciągu sześciu lat. Nowo odkryty sukces spowodował, że Enya zyskała międzynarodową sławę i otrzymała oferty wykorzystania jej muzyki w reklamach telewizyjnych. Spędziła rok podróżując po całym świecie, aby promować album, który zwiększył jej ekspozycję poprzez wywiady i występy na żywo. W 1996 r. Watermark sprzedał się w ilości przekraczającej 1,2 miliona egzemplarzy w Wielkiej Brytanii i 4 miliony w Stanach Zjednoczonych.

### 1989–1997:Shepherd moonsiThe Memory of Trees
Po wypromowaniu Watermark, Enya kupiła nowy sprzęt do nagrywania i rozpoczęła pracę nad swoim następnym albumem Shepherd Moons. Okazało się, że sukces Watermark spowodował znaczną presję dla piosenkarki, gdy przyszło do pisania nowych piosenek. Enya napisała piosenki na podstawie kilku pomysłów, w tym wpisów z jej pamiętnika, The Blitz w Londynie i jej dziadków. Shepherd Moons został wydany w listopadzie 1991 r. Był to jej pierwszy album wydany pod szyldem Reprise Records, prowadzonego przez Warnera w Stanach Zjednoczonych. Stał się większym sukcesem komercyjnym niż Watermark, osiągając numer jeden w Irlandii w ciągu tygodnia i numer 17 w Stanach Zjednoczonych. Caribbean Blue –  główny singiel uzyskał 13. miejsce na listach w Wielkiej Brytanii. W 1997 roku album osiągnął wiele platynowych płyt za sprzedaż przekraczającą 1,2 miliona egzemplarzy w Wielkiej Brytanii i 5 milionów w Stanach Zjednoczonych.
W 1991 roku Warner Music wydało kolekcję pięciu teledysków Enya o nazwie Moonshadows. W 1993 roku Enya zdobyła swoją pierwszą nagrodę Grammy za najlepszy album New Age za Shepherd Moons. Wkrótce potem Enya i Nicky weszli w dyskusję z Industrial Light & Magic, założoną przez George’a Lucasa, dotyczącą skomplikowanego systemu oświetlenia scenicznego dla proponowanej trasy koncertowej, lecz nic nie wyszło z tych spotkań. W listopadzie 1992 Warner uzyskał prawa do Enyi i ponownie wydał album jako The Celts z nowymi utworami. Album przekroczył początkowe wyniki sprzedaży, osiągając 10. miejsce w Wielkiej Brytanii [39] i osiągnął platynową płytę w Stanach Zjednoczonych w 1996 r. za milion sprzedanych kopii.
Po podróży na całym świecie w celu promowania Shepherd Moons, Enya zaczęła pisać i nagrywać swój czwarty album, The Memory of Trees. Album został wydany w listopadzie 1995 r. Szczyt osiągnął piątą pozycję w Wielkiej Brytanii i dziewiąty w Stanach Zjednoczonych, gdzie sprzedał się w ponad 3 milionach egzemplarzy. Jej wiodący singiel Anywhere Is osiągnął siódme miejsce w Wielkiej Brytanii. Drugi On My Way Home osiągnął dwudziesty szósty w tym samym kraju. Pod koniec 1994 r. Enya wydała rozszerzoną, świąteczną wersję albumu The Christmas EP. Enyi zaproponowano, aby skomponowała soundtrack do filmu Titanic, ale odmówiła. Nagranie jej śpiewu Oíche Chiúin, irlandzkiej wersji Cichej nocy pojawiło się na charytatywnym albumie A Very Special Christmas 3, wydanym na rzecz Olimpiady Specjalnej w październiku 1997 r.
Na początku 1997 roku Enya zaczęła wybierać utwory na swój pierwszy album kompilacyjny, „starając się wybrać oczywiste piosenki, hity i inne”. Zdecydowała się na pracę nad kolekcją po trasie promocyjnej The Memory of Trees, ponieważ czuła, że to właściwy moment w jej karierze, a jej kontrakt z WEA wymagał od niej wydania „najlepszego” albumu. Zestaw, zatytułowany Paint the Sky with Stars: The Best of Enya, zawiera dwa nowe utwory Paint the Sky with Stars i Only If .... Wydany w listopadzie 1997 r. album był światowym sukcesem komercyjnym, osiągając 4. miejsce w Wielkiej Brytanii i nr 30 w USA, gdzie sprzedał się w ponad 4 milionach egzemplarzy. Only If ... został wydany jako singiel w 1997 roku.

### 1998–2007:A Day Without RainiAmarantine
Enya rozpoczęła pracę nad swoim piątym albumem studyjnym, zatytułowanym A Day Without Rain, w połowie 1998 roku. W odróżnieniu od swoich poprzednich albumów, włączyła użycie sekcji smyczkowej do swoich kompozycji, co początkowo nie było świadomą decyzją, ale Enya i Nicky Ryan zgodzili się, że uzupełniają utwory, które były pisane. Album został wydany w listopadzie 2000 r. i osiągnął numer 6 w Wielkiej Brytanii i 17 w Stanach Zjednoczonych. W następstwie ataków z 11 września sprzedaż albumu i jego wiodącego singla Only Time gwałtownie wzrosła po tym, jak piosenka została szeroko wykorzystana podczas transmisji radiowych i telewizyjnych z wydarzeń prowadząc do jej opisu jako „hymn po 11 września”. Ekspozycja spowodowała, że A Day Without Rain osiągnęło drugie miejsce listy Billboard 200. Enya wydała maxi singiel zawierający oryginalny i popowy remiks utworu Only Time w listopadzie 2001. Enya przekazała swoje dochody na rzecz Międzynarodowego Stowarzyszenia Strażaków. Piosenka znalazła się na szczycie listy Billboard Hot Adult Contemporary Tracks i znalazła się na 10. miejscu w rankingu Hot 100. Był to singiel Enyi najwyżej notowany w USA. Drugi singiel Wild Child został wydany w grudniu 2001 roku. A Day Without Rain pozostaje najlepiej sprzedawanym albumem Enyi z 7 milionami sprzedanych egzemplarzy w USA i najlepiej sprzedającym się albumem New Age wszech czasów, szacowanym na 13 milionów sprzedanych egzemplarzy na całym świecie.
W 2001 roku Enya zgodziła się napisać i zagrać w dwóch utworach do ścieżki dźwiękowej Władcy Pierścieni: Drużyna Pierścienia (2001) na prośbę reżysera Petera Jacksona. Jego kompozytor Howard Shore „wyobrażał sobie jej głos”, gdy pisał partyturę filmu, co czyni wyjątkowy wyjątek włączeniem innego artysty do jednej ze ścieżek dźwiękowych. Po locie do Nowej Zelandii, aby obserwować filmowanie i obejrzeć fragment filmu, Enya wróciła do Irlandii i skomponowała Aníron (Theme for Aragon and Arwen) z tekstami Romy Ryan w JRR Tolkienowskim fikcyjnym język elfów Sindarin oraz May It Be, śpiewany, w języku angielskim i innym języku tolkienowskim quenyi. Shore oparł swoje orkiestracje wokół nagranych wokali i motywów Enyi, aby stworzyć „płynny dźwięk”. W 2002 r. Enya wydała May It Be jako singiel, który przyniósł jej nominację do Oscara za najlepszą oryginalną piosenkę. Wystąpiła na żywo podczas ceremonii rozdania nagród 74. Akademii wraz z orkiestrą w marcu 2002 r. a później przytoczyła moment jako wyróżnienie jej kariery.
Enya podjęła dodatkowe projekty studyjne w 2001 i 2002 roku. Pierwszym z nich była praca nad ścieżką dźwiękową do japońskiego filmu romantycznego Calmi Cuori Appassionati (2001), który został następnie wydany jako Themes z Calmi Cuori Appassionati (2001). Album składa się z utworów obejmujących karierę od Enyi po A Day Without Rain z dwoma stronami B. Album trafił na numer 2 w Japonii i stał się drugim, w którym Enya sprzedała milion kopii w kraju. W listopadzie 2002 ukazał się album Only Time – The Collection, składający się z 51 utworów nagranych w trakcie jej kariery, wydany w limitowanej liczbie 200 000 kopii.
We wrześniu 2003 roku Enya powróciła do Aigle Studio, aby rozpocząć pracę nad swoim szóstym albumem studyjnym Amarantine. Roma powiedział, że tytuł oznacza „wieczny”. Album jest pierwszym przykładem śpiewu Enyi w Loxian – fikcyjnym języku stworzonym przez Romę, który powstał, gdy Enya pracowała nad Water Shows the Hidden Heart. Po wielu próbach zaśpiewania piosenki po angielsku, irlandzku i łacinie, Roma zaproponowała nowy język oparty na dźwiękach, które Enya śpiewała podczas tworzenia swoich piosenek. Okazało się to być sukcesem, a Enya zaśpiewała Less Than a Pearl i The River Sings w ten sam sposób. Roma pracowała nad tym językiem dalej, tworząc „kulturę i historię” za sobą otaczającą ludność Loxian, którzy są z innej planety. Sumiregusa (Wild Violet) jest zaśpiewany po japońsku. Amarantine odniosła globalny sukces, osiągając 6 pozycję na liście Billboard 200 i 8 na liście w Wielkiej Brytanii. W Stanach Zjednoczonych sprzedano ponad milion certyfikowanych kopii, co stanowi znaczny spadek sprzedaży w porównaniu z jej poprzednimi albumami. Enya zadedykowała album producentowi BBC Tony’emu McAuleyowi, który zlecił Enyi napisanie ścieżki dźwiękowej do The Celts, po jego śmierci w 2003 roku. Singiel Amarantine został wydany w grudniu 2005 roku. Świąteczna edycja specjalna Christmas Special Edition została wydana w 2006 r., a następnie wydana została wersja Deluxe.
W 2006 roku Enya wydała Sounds of the Season: The Enya Holiday Collection, świąteczną EP-kę wydaną wyłącznie w USA po wyłącznej współpracy z siecią NBC i siecią domów towarowych Target. Zawiera dwie nowe piosenki „Christmas Secrets” i „The Magic of the Night”.
W czerwcu 2007 r. Enya otrzymała tytuł doktora honoris causa Narodowego Uniwersytetu Irlandii w Galway. Miesiąc później otrzymała drugą z University of Ulster.

### Po 2008:And Winter Came ...iDark Sky Island
Enya kontynuowała pisanie muzyki z zimowym i świątecznym motywem do swojego siódmego albumu studyjnego And Winter Came.Początkowo zamierzała stworzyć album z sezonowymi piosenkami i hymnami, który miał być wydany pod koniec 2007 roku, ale zamiast tego postanowiła stworzyć album o tematyce zimowej. Utwór My! My! Time Flies! to hołd złożony zmarłemu irlandzkiemu gitarzyście Jimmy’emu Faulknerowi, który zawiera gitarowe solo w wykonaniu Pata Farrella będące pierwszym użycie gitary na albumie Enyi od czasu I Want Tomorrow z Enyi. Po wydaniu w listopadzie 2008 r., And Winter Came ... osiągnął 6. miejsce w Wielkiej Brytanii i nr 8 w USA i sprzedał prawie 3,5 miliona kopii na całym świecie do 2011 r.
Po promocji And Winter Came ... Enya zrobiła sobie dłuższą przerwę od pisania i nagrywania muzyki. Spędziła czas odpoczywając, odwiedzając rodzinę w Australii i remontując swój nowy dom na południu Francji. W marcu 2009 roku jej pierwsze cztery albumy studyjne zostały wznowione w Japonii w formacie Super High Material CD z dodatkowymi utworami. Jej drugi album kompilacyjny i DVD, The Very Best of Enya, został wydany w listopadzie 2009 r. i zawiera utwory z lat 1987–2008, w tym wcześniej niepublikowaną wersję Aníron. W 2013 roku Only Time został użyty w reklamie „Epic Split” przez Volvo Trucks z Jean-Claude Van Damme. Film stał się bardzo popularny, co doprowadziło do licznych parodii reklamy przesłanej na YouTube również z utworem wokalistki. Ta uwaga zaowocowała osiągnięciem pozycji 43 na liście singli Billboard Hot 100.
W 2012 roku Enya wróciła do studia, aby nagrać swój ósmy album, Dark Sky Island. Jego nazwa odnosi się do wyspy Sark, która stała się pierwszą wyspą wyznaczoną, jako rezerwat ciemnego nieba. Nowy album zaczął być promowany w październiku 2015 r. z premierą jego głównego singla Echoes in Rain w audycji radiowej Kena Bruce’a oraz z wydaniem tego samego miesiąca singla w wersji cyfrowej. Po premierze w dniu 20 listopada 2015 r. Dark Sky Island trafił na 4. miejsce w Wielkiej Brytanii, najwyższy album studyjny Enyi na tej liście od czasu, gdy Shepherd Moons trafił na 1. miejsce. Deluxe Edition zawiera trzy dodatkowe utwory. Enya zakończyła trasę promocyjną po Wielkiej Brytanii i Europie, Stanach Zjednoczonych i Japonii.

## Życie prywatne

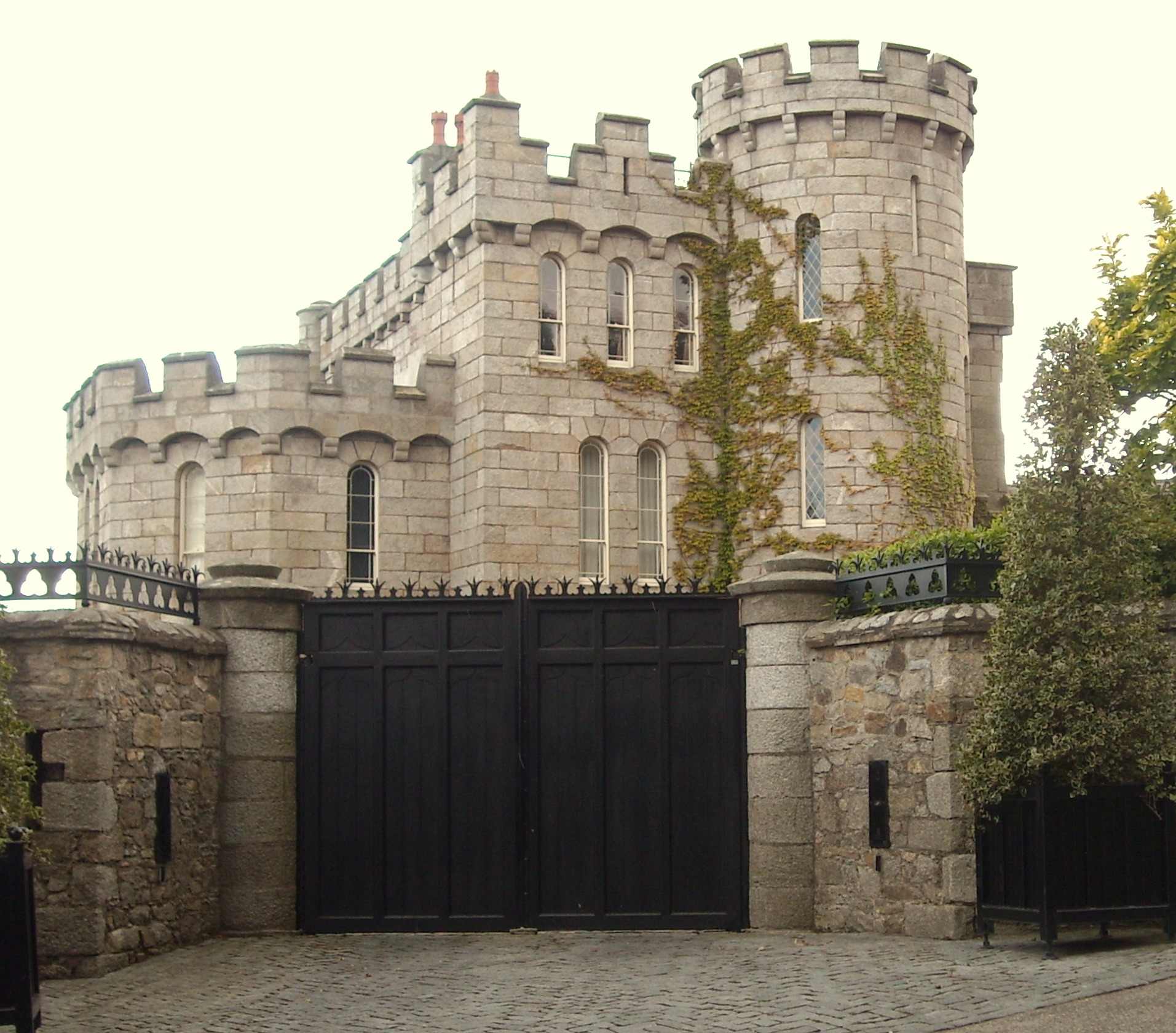
Rezydencja wokalistki w Killiney w Irlandii

W 1997 roku Enya za 2,5 miliona funtów kupiła na aukcji Manderley Castle, wiktoriański dom klasy A w Killiney w hrabstwie Dublin. Dawniej znana jako Victoria and Ayesha Castle, przemianowała zamek po domu z książki Rebecca autorstwa Daphne du Maurier. W 2009 roku, podczas trzyletniej przerwy w muzyce, Enya kupiła dom w południowej Francji.
Od lat 80. Enya przyciągnęła uwagę kilku stalkerów. W 1996 r. Włoch, który widziany był w Dublinie ze zdjęciem Enyi na szyi, dźgnął się przed pubem rodziców piosenkarki po wyrzuceniu z lokalu. W maju 2005 r. Enya wydała około 250 000 funtów na poprawę bezpieczeństwa, pokrycie luk w zewnętrznej ścianie zamku oraz zainstalowanie pachołków i żelaznych balustrad. Pomimo tych ulepszeń, w październiku 2005 r. dwie osoby włamały się do jej domu. Jedna zaatakowała i związała jedną z pokojówek wokalistki i uciekła z kilkoma przedmiotami Enyi po tym, jak podniosła alarm w swoim pokoju bezpieczeństwa.
Enya znana jest z utrzymywania prywatnego stylu życia, mówiąc: „Muzyka jest tym, co się sprzedaje. Nie ja ani to, za czym stoję ... zawsze tak chciałam”. Nie jest zamężna i jest ciotką zastępczą dla dwóch dziewczynek. W 1991 roku powiedziała: „Boję się małżeństwa, ponieważ obawiam się, że ktoś może mnie chcieć z powodu tego, kim jestem, a nie dlatego, że mnie kocha...”. Jej związek z „hiszpańskim mężczyzną” zakończył się w 1997 r. – mniej więcej wtedy, gdy rozważała ograniczenie czasu na muzykę, aby mieć rodzinę, ale stwierdziła, że wywiera to na nią presję i „poszła drogą, którą chciała iść". Deklaruje się jako „bardziej duchowa niż religijna... czerpię z religii to, co lubię”.
W 2006 r. Enya uplasowała się na trzecim miejscu na liście najbogatszych irlandzkich artystów estradowych z szacowaną fortuną 75 milionów funtów i numerem 95 w liście Sunday Times najbogatszych 250 Irlandczyków.
W 2017 roku nowy gatunek ryb, Leporinus enyae, znaleziony w obszarze rzeki Orinoko, został nazwany na cześć Enyi.

## Występy na żywo
Enya nigdy nie odbyła trasy koncertowej, mimo licznych próśb z całego świata i wspominania o pomyśle od późnych lat 80. Powiedziała, że początkowo nie zgadzała się w tej sprawie z Warner Music, ponieważ wytwórnia wyobrażała sobie jej występ na scenie „z fortepianem... może z dwoma lub trzema syntezatorami i to wszystko”. Enya wyjaśniła, że czas poświęcony jej albumom powoduje, że pozostaje jej już niewiele czasu na planowanie innych projektów. Wyraziła również trudność w odtworzeniu na scenie jej muzyki. W 1996 roku Nicky Ryan powiedział, że Enya otrzymała ofertę wartą prawie 500 000 funtów na wykonanie koncertu w Japonii. W 2016 wokalistka opowiedziała o perspektywie koncertu na żywo, kiedy ujawniła rozmowy z Ryanami podczas jej trzyletniej przerwy po And Winter Came ... (2008), aby wykonać koncert w Metropolitan Opera House w Nowym Jorku, który miał być transmitowany do kin na całym świecie. Zanim mogło się to wydarzyć, Nicky zasugerował, aby weszła do studia i nagrała „wszystkie hity” na żywo z orkiestrą i chórem, aby zobaczyć, jak będą brzmieć.
Enya śpiewała na żywo i z playbacku podczas różnych koncertów, wydarzeń i ceremonii w trakcie całej swojej kariery, zwykle podczas swoich ogólnoświatowych wycieczek prasowych każdego albumu. W grudniu 1995 roku zaśpiewała Anywhere Is na koncercie świątecznym w Watykanie z udziałem papieża Jana Pawła II, który spotkał się z nią i podziękował jej za występ. W kwietniu 1996 piosenkarka zaśpiewała tę samą piosenkę podczas swojego niespodziewanego pojawienia się na pięćdziesiątych obchodach urodzin Karola XVI Gustawa, króla Szwecji i fana Enyi. W 1997 r. Enya wzięła udział w transmisji wigilijnej na żywo w Londynie, a następnie poleciała do hrabstwa Donegal, by dołączyć do swojej rodziny na coroczny mszalny występ chóralny o północy, w którym co roku uczestniczy. W marcu 2002 roku zaśpiewała May It Be z orkiestrą podczas ceremonii rozdania Oscarów. Enya i jej siostry występowały w lokalnym chórze Cor Mhuire w lipcu 2005 r. w kościele St. Mary w Gweedore podczas dorocznego Earagail Arts Festival.

## Dyskografia

### Albumy studyjne
- Enya (1987) (wydane ponownie w 1992 jako The Celts)
- Watermark (1988)
- Shepherd Moons (1991)
- The Memory of Trees (1995)
- A Day Without Rain (2000)
- Amarantine (2005)
- And Winter Came (2008)
- Dark Sky Island (2015)

## Nagrody i wyróżnienia
| Rok  | Tytułem             | Kategoria                          | Rezultat  | Źródłó                  |
| ---- | ------------------- | ---------------------------------- | --------- | ----------------------- |
| 1990 | Orinoco Flow        | Best New Age Performance           | Nominacja | [ 113 ]                 |
| 1990 | Orinoco Flow        | Best Music Video                   | Nominacja | [ 114 ]                 |
| 1993 | Shepherd Moons      | Best New Age Album                 | Laur      | [ 115 ] [ 116 ] [ 117 ] |
| 1997 | The Memory of Trees | Best New Age Album                 | Laur      | [ 115 ] [ 116 ] [ 117 ] |
| 2002 | A Day Without Rain  | Best New Age Album                 | Laur      | [ 115 ] [ 116 ] [ 117 ] |
| 2003 | May It Be           | Best Song Written for Visual Media | Nominacja | [ 16 ]                  |
| 2007 | Drifting            | Best Pop Instrumental Performance  | Nominacja | [ 118 ]                 |
| 2007 | Amarantine          | Best New Age Album                 | Laur      | [ 119 ] [ 120 ]         |
| 2017 | Dark Sky Island     | Best New Age Album                 | Nominacja | [ 119 ] [ 120 ]         |

| Rok  | Tytułem                              | Kategoria                           | Rezultat | Źródło  |
| ---- | ------------------------------------ | ----------------------------------- | -------- | ------- |
| 1990 | Enya                                 | New Artist of the Year              | Laur     | [ 121 ] |
| 1998 | Paint the Sky with Stars             | Best 3 Albums                       | Laur     | [ 122 ] |
| 2001 | A Day Without Rain                   | International Pop Album of the Year | Laur     | [ 123 ] |
| 2002 | Themes from Calmi Cuori Appassionati | Best 3 Albums                       | Laur     | [ 124 ] |
| 2006 | Amarantine                           | International Album of the Year     | Laur     | [ 125 ] |

| Rok                                | Tytułem | Kategoria                           | Rezultat | Źródło |
| ---------------------------------- | ------- | ----------------------------------- | -------- | ------ |
| 2001                               | Enya    | World’s Best Selling Irish Artist   | Laur     | [ 16 ] |
| 2001                               | Enya    | World’s Best Selling New Age Artist | Laur     | [ 16 ] |
| 2002                               | Enya    |                                     | Laur     | [ 16 ] |
| World’s Best Selling Female Artist | Enya    |                                     | Laur     | [ 16 ] |
| World’s Best Selling Irish Artist  | Enya    |                                     | Laur     | [ 16 ] |
| 2003                               | Enya    |                                     | Laur     | [ 16 ] |
| 2006                               | Enya    |                                     | Laur     | [ 16 ] |